# Saint-Appolinard (Loira)
Saint-Appolinard és un municipi francès situat al departament del Loira i a la regió d'Alvèrnia-Roine-Alps. L'any 2007 tenia 603 habitants.

## Demografia

### Població
El 2007 la població de fet de Saint-Appolinard era de 603 persones. Hi havia 230 famílies de les quals 44 eren unipersonals (32 homes vivint sols i 12 dones vivint soles), 89 parelles sense fills i 97 parelles amb fills.
La població ha evolucionat segons el següent gràfic:
Habitants censats

### Habitatges
El 2007 hi havia 301 habitatges, 238 eren l'habitatge principal de la família, 38 eren segones residències i 25 estaven desocupats. 298 eren cases i 3 eren apartaments. Dels 238 habitatges principals, 202 estaven ocupats pels seus propietaris, 27 estaven llogats i ocupats pels llogaters i 8 estaven cedits a títol gratuït; 1 tenia una cambra, 7 en tenien dues, 41 en tenien tres, 77 en tenien quatre i 111 en tenien cinc o més. 203 habitatges disposaven pel capbaix d'una plaça de pàrquing. A 83 habitatges hi havia un automòbil i a 142 n'hi havia dos o més.

### Piràmide de població
La piràmide de població per edats i sexe el 2009 era:
| Homes | Edats   | Dones |
| ----- | ------- | ----- |
| 0     | 95 o +  | 0     |
| 0     | 90 a 94 | 1     |
| 3     | 85 a 89 | 0     |
| 5     | 80 a 84 | 2     |
| 15    | 75 a 79 | 18    |
| 12    | 70 a 74 | 11    |
| 15    | 65 a 69 | 19    |
| 14    | 60 a 64 | 14    |
| 17    | 55 a 59 | 15    |
| 20    | 50 a 54 | 22    |
| 22    | 45 a 49 | 13    |
| 20    | 40 a 44 | 26    |
| 16    | 35 a 39 | 12    |
| 15    | 30 a 34 | 15    |
| 14    | 25 a 29 | 15    |
| 10    | 20 a 24 | 13    |
| 13    | 15 a 19 | 28    |
| 12    | 10 a 14 | 17    |
| 25    | 5 a 9   | 5     |
| 10    | 0 a 4   | 22    |

## Economia
El 2007 la població en edat de treballar era de 395 persones, 286 eren actives i 109 eren inactives. De les 286 persones actives 267 estaven ocupades (143 homes i 124 dones) i 19 estaven aturades (6 homes i 13 dones). De les 109 persones inactives 44 estaven jubilades, 26 estaven estudiant i 39 estaven classificades com a «altres inactius».

### Ingressos
El 2009 a Saint-Appolinard hi havia 248 unitats fiscals que integraven 640 persones, la mediana anual d'ingressos fiscals per persona era de 18.439 €.

### Activitats econòmiques
Dels 25 establiments que hi havia el 2007, 1 era d'una empresa de fabricació de material elèctric, 4 d'empreses de fabricació d'altres productes industrials, 8 d'empreses de construcció, 3 d'empreses de comerç i reparació d'automòbils, 1 d'una empresa d'hostatgeria i restauració, 1 d'una empresa financera, 5 d'empreses de serveis i 2 d'empreses classificades com a «altres activitats de serveis».
Dels 8 establiments de servei als particulars que hi havia el 2009, 1 era un taller de reparació d'automòbils i de material agrícola, 3 paletes, 1 fusteria, 1 lampisteria, 1 electricista i 1 restaurant.
L'únic establiment comercial que hi havia el 2009 era una botiga de menys de 120 m².
L'any 2000 a Saint-Appolinard hi havia 18 explotacions agrícoles que ocupaven un total de 204 hectàrees.

## Equipaments sanitaris i escolars
El 2009 hi havia una escola elemental integrada dins d'un grup escolar amb les comunes properes formant una escola dispersa.

## Poblacions més properes
El següent diagrama mostra les poblacions més properes.